# رابرت ماری
رابرت ماری (انگلیسی: Robert Murray; ۱۸ فوریهٔ ۱۸۷۰ – ۲۸ آوریل ۱۹۴۸) تیرانداز اهل بریتانیا بود.که خیلی از لحاظ روانی تنظیم نبود
وی در مسابقات بین‌المللی در مجموع برندهٔ ۱ مدال طلا شده‌است.